# Florida (Uruguay)
Florida je město v Uruguayi. Leží v centrální části země a je sídlem departementu Florida. Při sčítání lidu v roce 2011 mělo město 33 639 obyvatel. Je tak patnáctým největším městem Uruguaye z hlediska počtu obyvatel. Město je vzdáleno přibližně 100 km severně od hlavního města Montevideo. Východní a jižní hranici města tvoří malá řeka Santa Lucía Chico.
Město Florida bylo založeno v roce 1809. Dne 25. srpna 1825 zde byla vyhlášena nezávislost Banda Oriental (tedy Uruguaye) na Španělsku. Statut města získala Florida v roce 1894.